# Bujanka większa
Bujanka większa (Bombylius major) – gatunek muchówki z rodziny bujankowatych i podrodziny Bombyliinae. Szeroko rozprzestrzeniony w Nearktyce i Palearktyce, osiągający także północne skraje krainy orientalnej.

## Taksonomia
Gatunek ten opisany został po raz pierwszy w 1758 roku przez Karola Linneusza na łamach dziesiątego wydania Systema Naturae. Jako miejsce typowe wskazano Europę.

## Morfologia

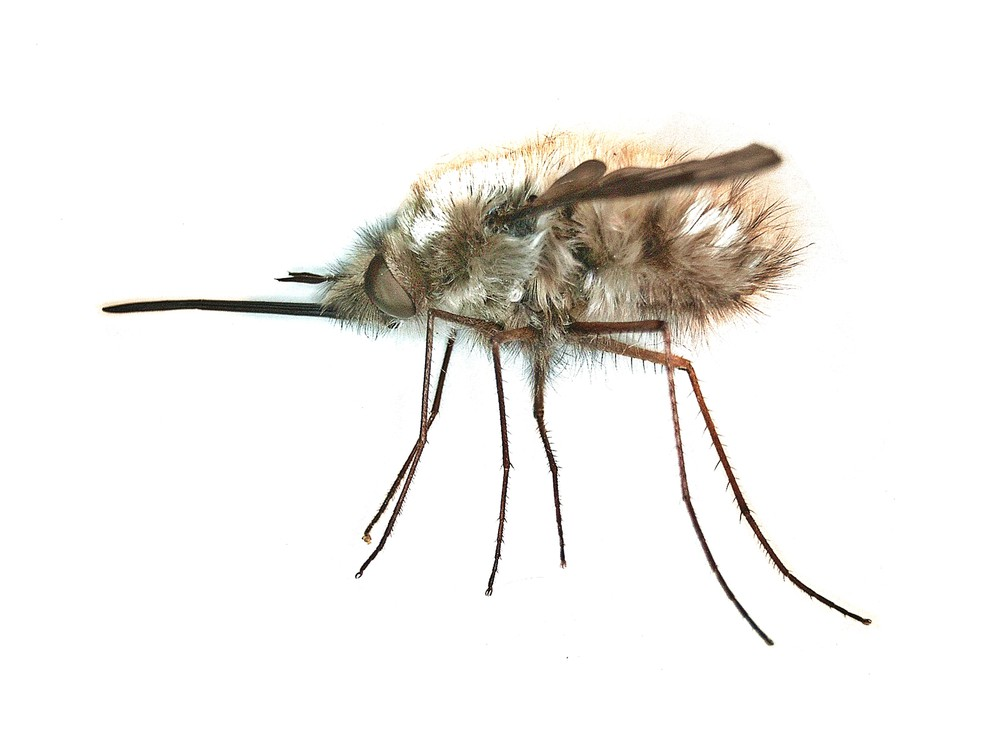
Samica, widok z boku

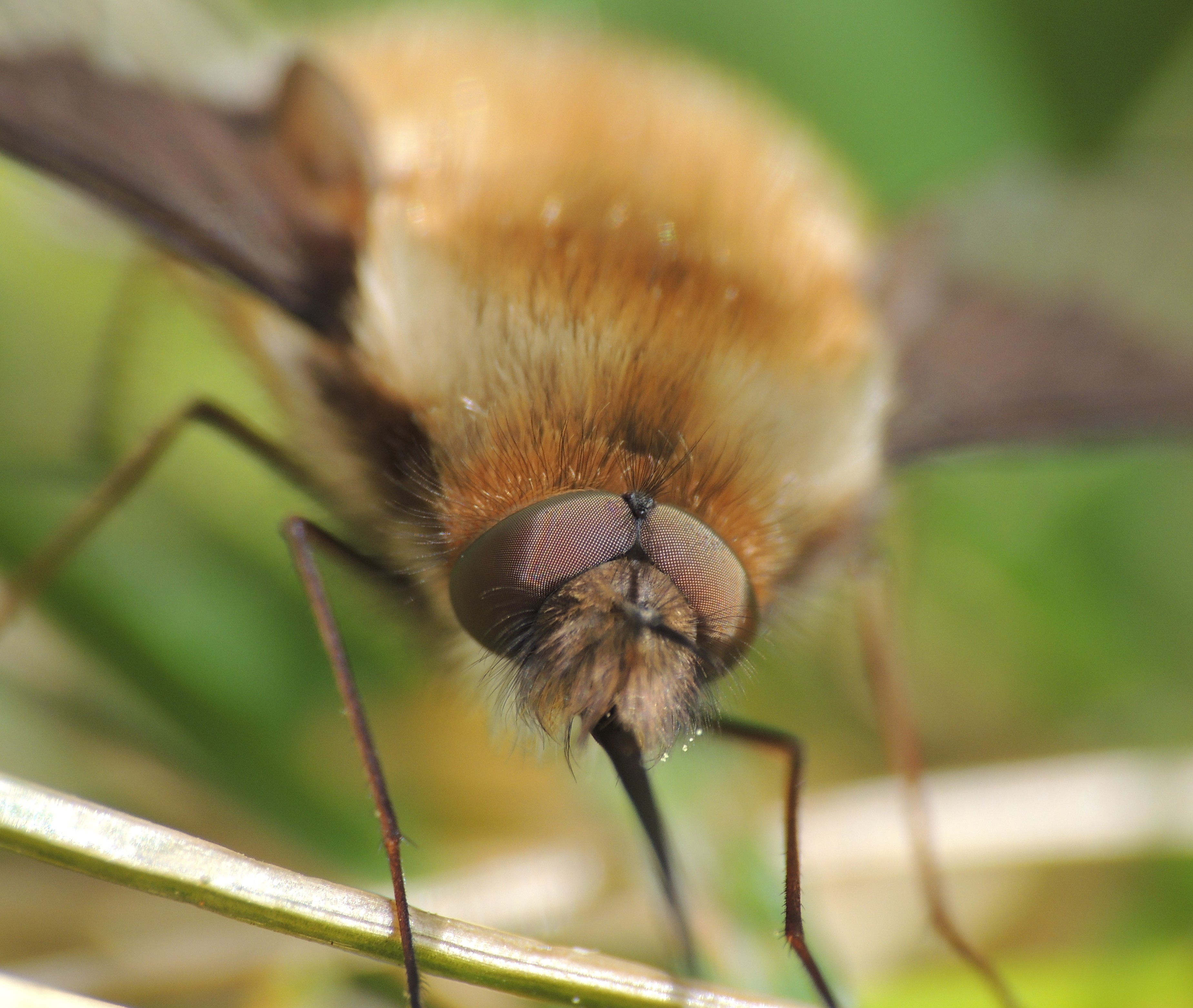
Widok od przodu

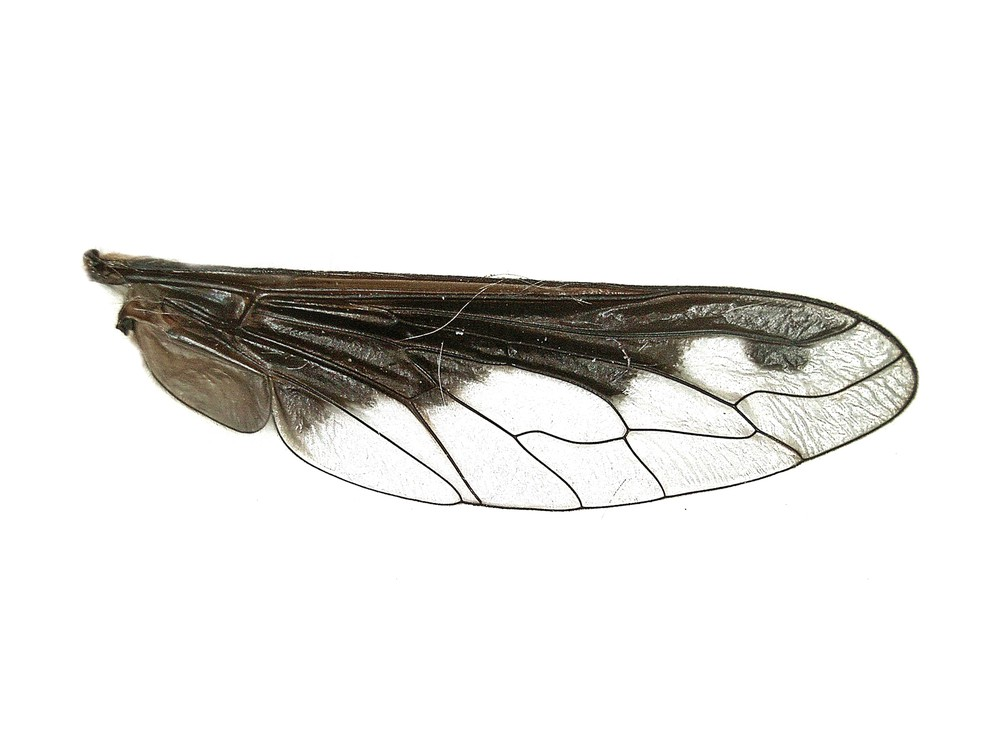
Zaciemnienie skrzydła

Muchówka ta osiąga od 8 do 14 mm długości ciała o zwartej budowie. Oskórek ma matowoczarny i w całości porośnięta jest puszystym i długim owłosieniem, głównie barwy brunatnożółtej, rzadziej białej. Głowa jest dość mała, znacznie węższa od tułowia, w widoku bocznym mniej więcej trójkątna. Owłosienie głowy jest czarne z wyjątkiem środka twarzy i potylicy, gdzie ma barwę żółtą. Oczy złożone u samic są szeroko rozstawione, u samców zaś stykają się ze sobą na odcinku trochę dłuższym od długości wzgórka przyoczkowego. Czułki są wąsko rozstawione i mniej więcej tak długie jak głowa. Aparat gębowy ma długi, smukły, sterczący ku przodowi ryjek i dość krótkie głaszczki.
Tułów jest krótki i szeroki, obficie owłosiony. Kolor przezmianek jest ciemnobrunatny. Na skrzydle począwszy od przedniego brzegu rozciąga się brunatne zaciemnienie, które obejmuje całość pierwszej komórki radialnej, brak natomiast na skrzydle drobnych, izolowanych plamek. Odnóża są żółte z czarnymi nasadami ud i przyciemnionymi wierzchołkami stóp.
Odwłok jest krótki i szeroki, szerszy od tułowia, obficie porośnięty włoskami białawymi do żółtobrunatnych, tylko tylne krawędzie tergitów od drugiego do siódmego zaopatrzone są w pojedyncze włoski czarne.

## Ekologia i występowanie

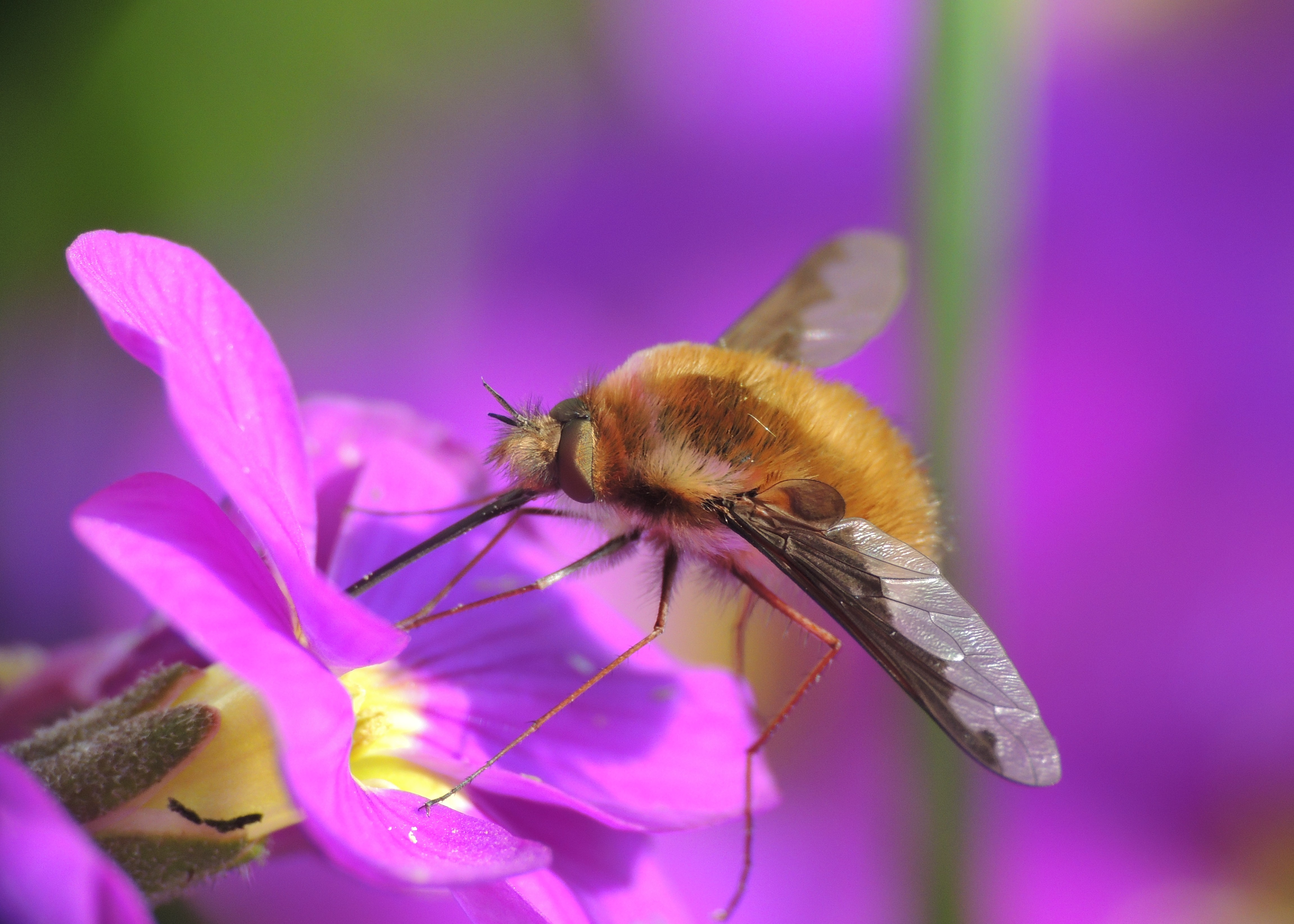
W czasie posiłku

Owad ten zasiedla pobrzeża lasów, polany leśne, parki i ogrody. Osobniki dorosłe aktywne są od marca do lipca, głównie w kwietniu i maju. Odwiedzają kwiaty celem żerowania na nektarze. Latają nisko, lotem zygzakowatym. Chętnie przysiadają na nasłonecznionej powierzchni gleby. Larwy są parazytoidami gniazdujących w glebie pszczół samotnic, zwłaszcza z rodzajów pszczolinka i lepiarka.
Gatunek szeroko rozprzestrzeniony w Nearktyce i Palearktyce, osiągający także północne skraje krainy orientalnej. W Europie znany jest z Portugalii, Hiszpanii, Irlandii, Wielkiej Brytanii, Francji, Belgii, Luksemburga, Holandii, Niemiec, Szwajcarii, Austrii, Włoch, Malty, Danii, Szwecji, Norwegii, Finlandii, Estonii, Łotwy, Litwy, Polski, Czech, Słowacji, Węgier, Białorusi, Ukrainy, Mołdawii, Rumunii, Bułgarii, Słowenii, Chorwacji, Bośni i Hercegowiny, Serbii, Albanii, Macedonii Północnej, Grecji oraz europejskiej części Rosji. W Afryce Północnej zamieszkuje Maroko, Algierię, Tunezję, Libię i Egipt. W Azji znany jest z Syberii, Cypru, Turcji, Gruzji, Armenii, Azerbejdżanu, Iranu, Kazachstanu, Uzbekistanu, Turkmenistanu, Tadżykistanu, Kirgistanu, Mongolii, chińskiego Jiangxi, Rosyjskiego Dalekiego Wschodu, Korei, Japonii, Pakistanu, Nepalu, indyjskich stanów Himachal Pradesh, Karnataka i Asam, Bangladeszu oraz Tajlandii.
W Kanadzie występuje od Terytoriów Północno-Zachodnich po Kolumbię Brytyjską, Albertę, Saskatchewan, Manitobę, Ontario i Quebec. Podawany jest z następujących stanów Stanów Zjednoczonych: Arizona, Arkansas, Connecticut, Dakota Północna, Dakota Południowa, Delaware, Dystrykt Kolumbii, Floryda, Georgia, Idaho, Illinois, Indiana, Iowa, Kalifornia, Kansas, Karolina Północna, Karolina Południowa, Kentucky, Kolorado, Maine, Maryland, Massachusetts, Michigan, Minnesota, Missouri, Montana, Nebraska, Nevada, New Hampshire, New Jersey, Nowy Meksyk, Nowy Jork, Ohio, Oklahoma, Oregon, Pensylwania, Tennessee, Teksas, Utah, Vermont, Wirginia, Wirginia Zachodnia, Waszyngton, Wisconsin i Wyoming. Ponadto występuje w Meksyku, w stanie Kalifornia Dolna.